# Simonyi József
Báró barbácsi és vitézvári Simonyi József (közismert nevén Simonyi óbester) (Nagykálló, 1777. február 18. – Arad, 1832. augusztus 23.) császári-királyi ezredes (k.k. Oberst), legendás hírű huszártiszt, kortársai „a legvitézebb huszár” kitüntető címmel illették.

## Élete

### Ifjúkora
Simonyi (eredeti nevén Simon) József Nyírtasson született, és Nagykállón nevelkedett, ahová apja, Simon Pál Magyaróvárról költözött. Őse, Simon vagy Barbacsy Benedek 1637. december 24-én nyert nemességet Pozsonyban III. Ferdinánd királytól. Diákéveiben mint nagy verekedő és vakmerő csínytevő keltett feltűnést. Hatodikos gimnazistaként, alig 16 évesen beállt huszárnak. Apja azonban hamarosan kiváltotta a harcias kamaszt, és (büntetésből?) elszegődtette mészárosinasnak Kecskemétre. A makacs ifjú azonban fél év múlva, 1787 végén újra felcsapott huszárnak
Simonyi katonaéletének kezdete egybeesett az utolsó osztrák–orosz–török háború kitörésével (1787).[forrás?] Néhány hónapos kiképzés után a hadszíntérre vezényelték az ezredét, a Wurmser-huszárokat is. Az „öregek” eleinte elzavarták a pelyhedző állú fiút az összecsapások közeléből. A tűzkeresztségen 1788. november 11-én esett át, amikor mindjárt egy tekintélyt parancsoló, karddal vágott sebhelyet is szerzett magának az arcára, ez évben már frájter (a legalacsonyabb rang a korabeli hadseregben). Miután átvészelte a töröknél is veszélyesebb téli táborozást, az éhezést, az esőt és a fagyot, 1790-ben vicekáplárként fejezte be első hadjáratát. Ebben az évben meghalt az apja, Simonyi pedig csekélyke örökségét huszáros gyorsasággal verte el cifra ruhákra és könnyű lányokra.

### Háborúban

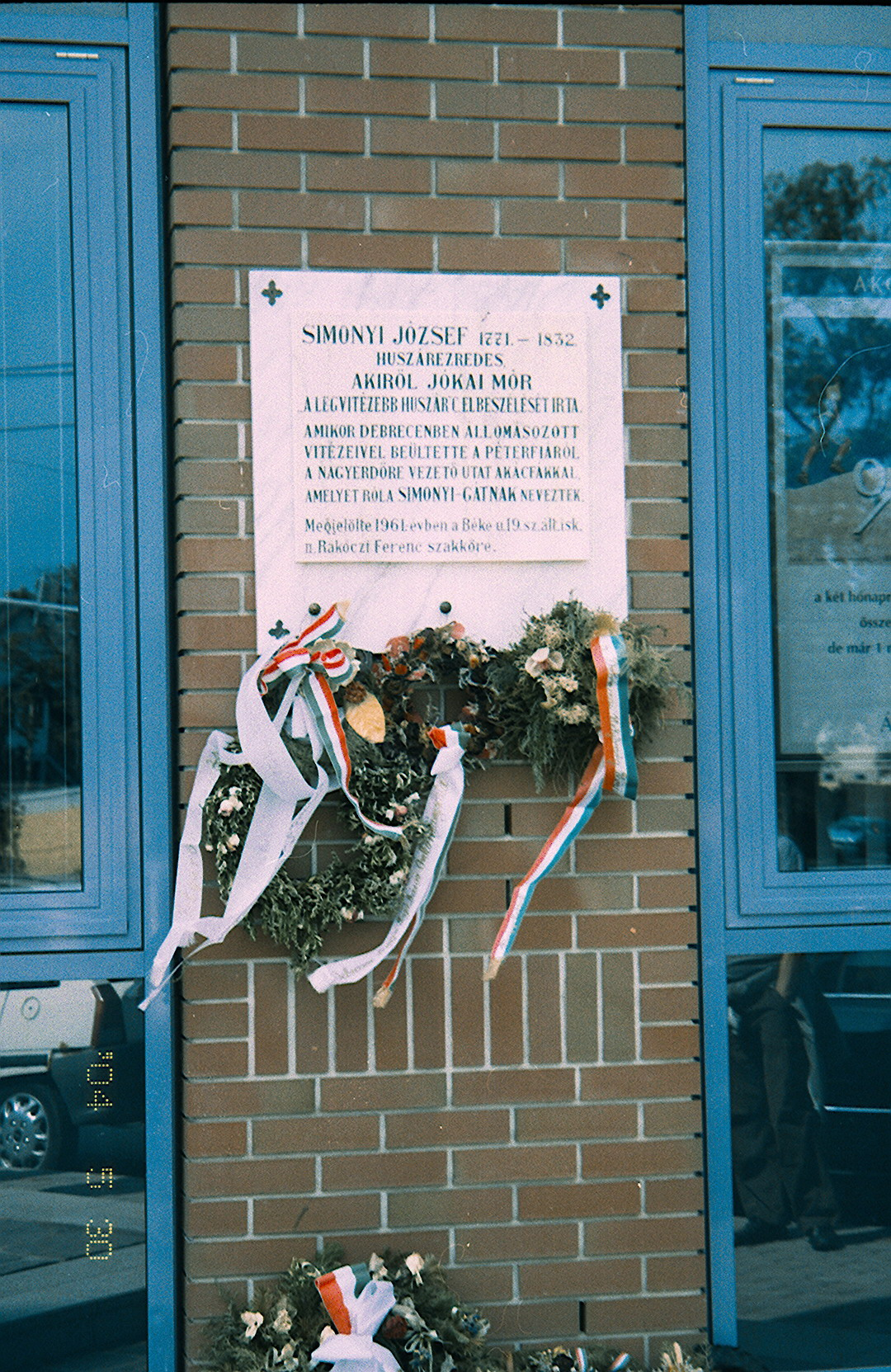
Emléktáblája Debrecenben

Rövid békeidő után, 1792-ben megkezdődött a francia háborúk csaknem negyedszázadig tartó korszaka. A jóvágású huszár emberöltőnyi időt töltött a harctereken – szinte egész férfikorát. 1793-ban strázsamester (őrmester) lett. Hamar felhívta magára a figyelmet felderítő járőrként végrehajtott bravúrjaival. Például tizenhat huszárjával megtámadott, és szétugrasztott egy hatvanfős francia őrjáratot, szabályos párviadalban levágva parancsnokukat. Amikor 1819-ben egy nagyváradi tanárral megíratta életrajzát, Háry János módjára mesélt ezekről az évekről: „Váratlan tetteinek az ellenség helységeiben oly rémülést szülő híre futamodott, hogy már neve említésére is minden ember rettegett… Csak a szürke lovú Simonyi káplártól félnek, és vele rémülve ijesztgetik egymást.” Vitézségét felettesei is méltányolták: „káplár létére a brigadérosok asztalánál ebédelt”. 1796 Észak-Itáliában találta: augusztus elején a Garda-tó melletti, menekülésnek is beillő visszavonulás közben szakaszával visszaszerezte az ellenségtől a tartalék tüzérség harminc ágyúját. 1789-ben megkapta az Ezüst Katonai Emlék Érdemérmet, majd 1797-ben pedig az Arany Katonai Emlék Érdemérmet Hőstette tiszti előléptetést eredményezett: egy ulánusezred vicehadnagyává (alhadnagy) nevezték ki. 1797-ben hadnagyi rangot kapott.
1799-től újra a Rajna vidékén harcolt. A Habsburgok hadserege egyik vereséget a másik után szenvedte el, a lovasság leginkább a visszavonulás biztosítása során tüntethette ki magát. Simonyi „diadalai” is csak a veszteségeket enyhítették: fél század ulánusával megmentette a fogságba eséstől két ezred ágyúit és lőporos szekereit, néhány nap múlva pedig utóvédként az előrenyomuló ellenség mögé kerülve okozott zavart, lehetővé téve ezzel, hogy az övéi rendezetten visszavonuljanak.
A vakmerő fiatal hadnagy ezekben az években tett szert egy befolyásos támogatóra új parancsnokának, a német nevű, de magát jó magyarnak valló Wartensleben grófnak, a Blankenstein-huszárok ezredesének személyében. Az ő pártfogásának köszönhetően 1802-ben elnyert egy magas katonai kitüntetést, a Katonai Mária Terézia-rendet (járőrözés során 50 katonájával egy nap leforgása alatt több száz franciát ejtett fogságba, továbbá több lovat zsákmányolt, mint amennyi egy huszárzászlóalj teljes lóállománya), ez évtől főhadnagy. 1804-ben megkapta az osztrák bárói címet, ugyanakkor előléptették vicekapitánnyá (alkapitánnyá), majd 1805-ben kapitánnyá. Rangemelkedésével az eredeti Simon nevet a „nemesibb” Simonyira változtatta, bárói címéhez pedig a Vitézvári előnevet kapta. A bárói diplomát Szabolcs vármegye közgyűlése előtt 1807-ben hirdették ki.
1809-ben Aspernnél a fővezér, Károly főherceg szeme láttára tüntette ki magát; a csata után ő nevezte ki Simonyit főstrázsamesterré (őrnaggyá) a Hessen-Homburg huszárezredben. Wagramnál már új beosztásban harcolt: a vereség után ő biztosította a visszavonulást a Thaya folyó hídjánál.
A kulmi csata után, 1813-ban alezredessé léptették elő, magas kitüntetéseket kapott a szövetséges orosz, porosz és hesseni uralkodótól. A lipcsei „népek csatájában” egy golyó a szíve fölött levő tárcában akadt meg. A csata után viceóbesteri (alezredes) előléptetését követően mindössze öt héttel!) óbesterré (ezredes), ezrede parancsnokává nevezték ki.
A háború utolsó szakaszában végre új szerepkörben mutathatta meg képességeit: győztes hadsereg élén üldözte Napóleon visszavonuló hadait. Utolsó bravúrját 1814. február 20-án hajtotta végre: Lyonnál az ezredével éjszaka átúsztatta a megáradt, jeges Rhône folyót, és rajtaütésével megakadályozta, hogy az ellenség rendezze sorait.
1815-ben magyar bárói rangot kapott. 1815. január 24-én a hesseni választófejedelem kitüntette a "Pour la vertu militaire" kitüntetéssel. A porosz király 1816. május 2-án kitüntette a "Pour le Mérite" kitüntetéssel.
Összesen 72 kitüntetést kapott katonai szolgálata során. A császári Lipót-rend parancsnoka, a Mária Terézia-rend lovagja, az orosz Szent György-rend lovagja.

A BBC History – A világtörténeti magazin 2015. májusi számának 92. oldalán 67 kitüntetés szerepel, de Európában összesen nem volt ennyi kitüntetés.
A „magyar lovasvezér mintaképének” nevezett Simonyi hírnevét vakmerőségig menő bátorságával és villámgyors döntéseivel vívta ki. Fején és testén kardvágások és szúrások tanúskodtak vitézségéről; az emberei, akiket személyes példájával, bőkezű jutalmakkal és drákói büntetésekkel fanatizált, gondolkodás nélkül követték tűzbe vagy jeges áradatba.

### Békében

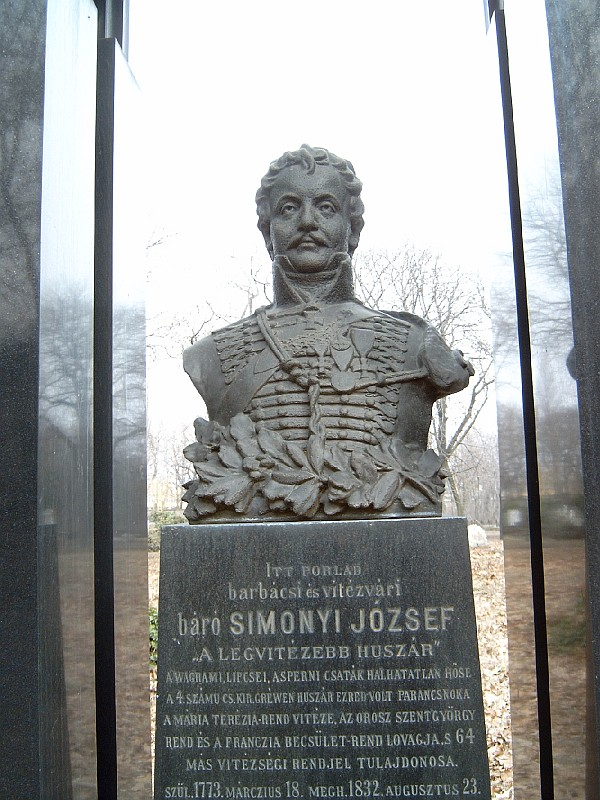
Simonyi József, báró sírja Budapesten. Fiumei úti sírkert: 18/1-1-6. A Gerenday-cég kivitelezése

A 45 éves ezredes, aki élete nagyobb részét fegyverforgatással töltötte, nehezen talált vissza a békés viszonyok közé. Bécs, Nagyvárad, Debrecen, majd Galícia volt ezrede állomáshelye. Az újdonsült báró igyekezett elfoglalni az őt megillető helyet a rendi társadalomban. 1822-ben feleségül vette egy magas rangú osztrák tiszt gazdag árváját, hegelsfürsti Leiner Teréziát. A hozományból nagyúri módon élt, birtokot is szerzett főnemesi címéhez az Arad megyei Vadászban. Gyermekei: fia, Lajos (1824–1894) a főrendiház örökös tagja, 1875–76-ban kereskedelmi miniszter, utód nélkül hunyt el; leánya, Katalin (1826–1899) Hanen-Ebersteini Hertwick Mór tábornok felesége volt; két másik fia, István (1827–1828) és Károly (1831–1833) kisgyermekorukban elhunytak.
Ezredparancsnokként, nyilván a magasabb katonai képzettség hiánya miatt is, nem tudott alkalmazkodni a békeviszonyokhoz.
Kegyetlenségig menő szigora miatt egyre gyakrabban szöktek meg az ezredéből; erre statárium kihirdetésével válaszolt. Anton Freyberger nevű ezredhadbírójában készséges eszközre talált: 1820–1822 között tizenkét halálos ítéletet hozott, ebből négyet végre is hajtottak. Előfordult, hogy a rablással vádolt veterán huszárnak a bitófa alatt kegyelmezett meg a magát élet-halál urának tartó ezredes. Magára haragította a bécsi udvart is italosan tett Habsburg-ellenes kijelentéseivel.
A békeidőben indokolatlan szigor híre eljutott a felsőbb katonai hatóságokhoz is. 1823-ban még csak a hadbíró ellen indítottak vizsgálatot, de hamarosan Simonyit is felfüggesztették parancsnoki állásából. Az eljárás hírére Freyberger meghamisította a kihallgatási jegyzőkönyveket és a fogháznaplókat, eltüntetett bizonyos okmányokat – állítólag ezredese tudtával –, így a vád később okirat-hamisítással is kibővült. A hadbíró vallomása alapján az Udvari Haditanács (Wiener Hofkriegsrat) az „óbestert” 1825-ben szigorú dorgálásban részesítette, és hatheti úgynevezett foglárfogságra (afféle laktanyafogság) ítélte. A hadsereget felügyelő Lajos főherceg utasítására azonban a budai Főhadparancsnokság újabb vizsgálatot tartott, melynek végeztével vádat emeltek Simonyi ellen. Azzal vádolták, hogy visszaélt fenyítő jogkörével, törvényellenes büntetéseket szabott ki, befolyásolta az ezredhadbíróságot, jogalap nélküli halálos ítéleteket hozatott, sőt végre is hajtatott, visszaélt kegyelmezési jogával, és részese volt az említett okirat-hamisításoknak. A budai hadbíróság 1829-ben a vádakhoz képest enyhe ítéletet hozott: 11 hónapos foglárfogságot szabott ki rá. A Katonai Fellebbviteli Bíróság azonban 1830 júniusában kétévi várfogságra súlyosította az ítéletet, valamint megfosztotta a vádlottat rangjától és minden kitüntetésétől.
A háborús hős számára ez a mellékbüntetés volt a legsúlyosabb csapás, hiszen ezzel katonai becsületét vették el. Az Udvari Haditanács is átérezte ennek tragikumát, s 38 évi szolgálatára, öt súlyos sebesülésére, hűségére, vitézségére való tekintettel azt javasolta, hogy királyi kegyelemmel töröljék az ítélet becstelenítő részét. A király azonban elutasította a kegyelmi kérvényt, így 1831. április 23-án a napóleoni háborúk hőse bevonult az aradi várba, hogy letöltse a büntetését.
Volt bajtársai, így a várparancsnok is, tüntetően fejezték ki rokonszenvüket: a „fogoly” szobáját a várparancsnok lakásával szemben rendezték be, és minden nap vele ebédeltek. A katonai becsület elvesztését Simonyi mégsem sokkal élte túl: 62 éves korában fogolyként halt meg. Holttestét vadászi birtokán temette el a családja, később fia a pesti Kerepesi temetőben újratemettette. Napjainkban védett a síremléke.

## Emlékezete

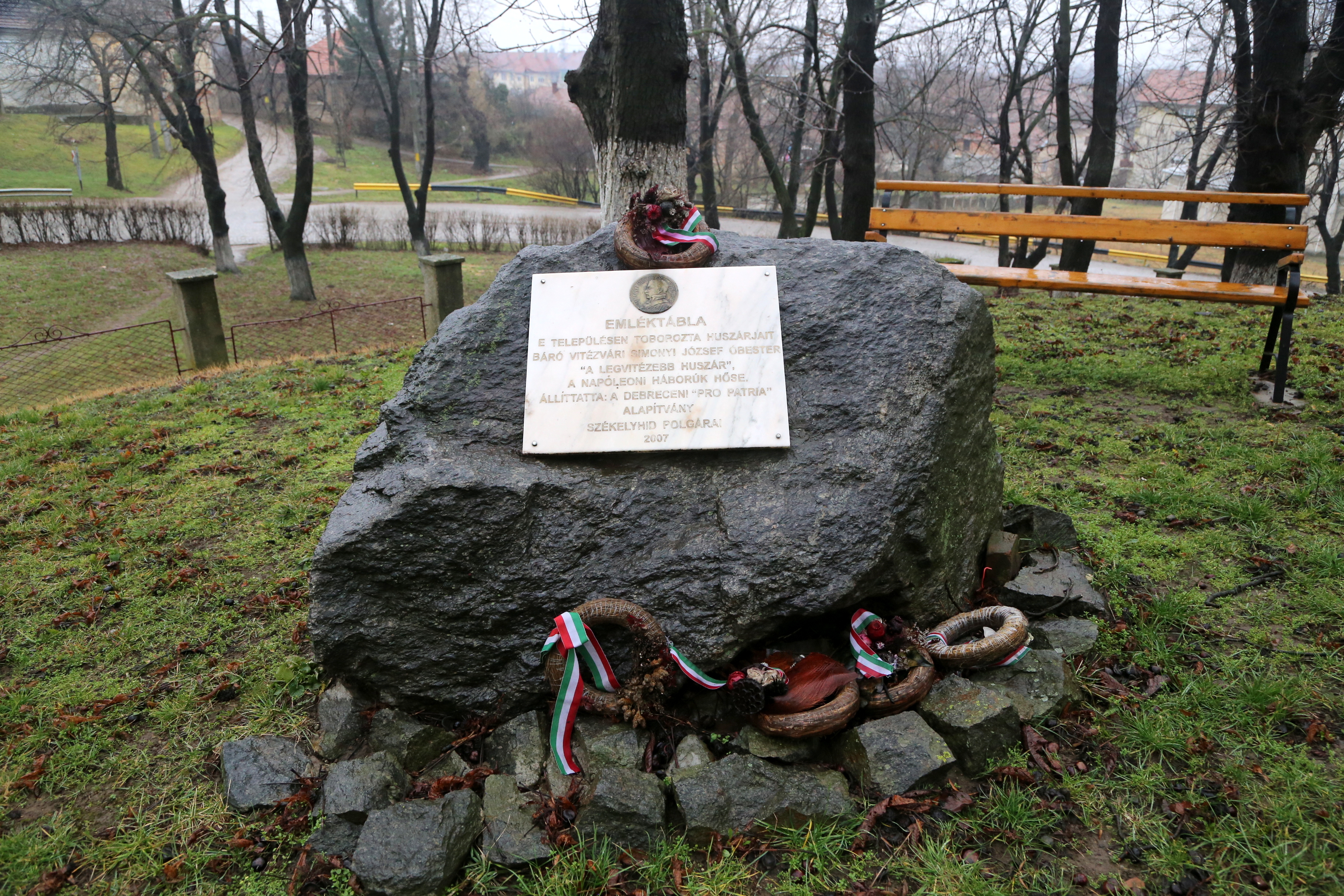
Emléke Székelyhídon

A néphagyományban mint „a legvitézebb huszár” él, anekdoták, katonatörténetek tartják fenn emlékét, amelyek bátorságát, leleményességét, humorát és emberségét váltogatva emelik ki. Személyéhez kapcsolódva él a hagyományban régi huszáranekdotáinak egész sora. Emlékházat hoztak létre Simonyifalván (Erdély, Arad megye). Nyíregyházán a Magyar Szablyavívó Iskola egyik tagszervezete is a nevét viseli. A 608-as szekszárdi cserkészcsapat egyik rajának is ő a névadója. Népszerűségéhez nagyban hozzájárultak irodalmi alkotások is:
- Nagy Pál: Vitézvári báró Simonyi Jó’sef … élete leírása (Pest, 1819) (MEK)
- Jókai Mór: A legvitézebb huszár (Pest, 1856) (MEK)
- Vitézvári báró Simonyi József obester-generális élete
- A legvitézebb huszár. 12 énekben (Pest, 1870)
- Ordas Iván: Simonyi óbester (Budapest, 1983)